# Jim Kolbe
James Thomas Kolbe (28 tháng 6 năm 1942 – 3 tháng 12 năm 2022) là cựu thành viên đảng Cộng hòa của Hạ viện Hoa Kỳ cho khu vực 5 của quốc hội Arizona, 1985–2003 và khu vực 8 của quận hội, 2003–2007.

## Đời tư
Kolbe sinh ra ở Evanston, Illinois, ngoại ô Chicago, nhưng khi ông lên năm, gia đình ông chuyển đến một trang trại ở vùng nông thôn Quận Santa Cruz, Arizona. Ông học trường tiểu học Patagonia và trường trung học Patagonia Union, nhưng tốt nghiệp trường Đại học Hoa Kỳ vào năm 1960 sau khi phục vụ ba năm với tư cách là một Trang Thượng viện Hoa Kỳ cho Barry Goldwater. Ông đã hoàn thành giáo dục đại học của mình tại Đại học Tây Bắc ở Evanston, nơi ông là thành viên của hội anh em Acacia và Đại học Stanford ở Palo Alto, California. Ông phục vụ trong Hải quân Hoa Kỳ, bao gồm một năm ở Việt Nam trên sông, "Thuyền Swift", lực lượng. Ông là một trợ lý đặc biệt cho Thống đốc Illinois Cộng hòa Richard B. Ogilvie. Sau đó, ông chuyển đến Tucson, Arizona, nơi ông là một giám đốc kinh doanh.
Năm 1976, Kolbe chạy đua vào Thượng viện Arizona ở một khu vực ở Tucson và đánh bại một đảng Dân chủ một nhiệm kỳ, người đã được bầu trong làn sóng Dân chủ quốc gia năm 1974. Ông phục vụ ba nhiệm kỳ trong cơ thể đó, và chiếm đa số từ năm 1979 đến 1982. Ông ly dị vợ năm 1992. Năm 2013, ông kết hôn với người bạn đời Hector Alfonso.